# تشارلي هيرن
تشارلي هيرن (بالإنجليزية: Charley Hearn)‏ هو لاعب كرة قدم بريطاني، ولد في 11 نوفمبر 1983 في أشفورد في المملكة المتحدة. لعب مع إبسفليت يونايتد ونادي ليويس ونادي ميلوول ونادي نورثامبتون تاون.

## وصلات خارجية
- تشارلي هيرن على موقع قاعدة بيانات كرة القدم.إي يو (الإنجليزية)
- تشارلي هيرن على موقع Soccerbase.com (لاعب) (الإنجليزية)